# Hinemoa (film 1913)
Hinemoa – nowozelandzki film niemy z 1913 roku w reżyserii Gastona Mélièsa. Prawdopodobnie pierwszy film wyprodukowany w Nowej Zelandii. Istnieją jednak wątpliwości czy był w tym kraju wyświetlany.

## Fabuła
Nie istnieje żadna kopia filmu, lecz wiadomo, że opowiadał on legendę o postaciach Tutanekai i Hinemoa.

## Produkcja
W 1912 roku firma Star Film należąca do braci Mélièsów popadła w kłopoty finansowe, w związku z czym Gaston Méliès wyruszył na południowy Pacyfik, aby wyszukać ciekawe, egzotyczne miejsca, ludzi oraz historie.
Hinemoa była jednym z dwóch filmów dwu-szpulowych wyświetlonych w 1913 roku w Nowym Jorku. Część filmów Mélièsa nakręconych podczas jego wyprawy nie przetrwała panujących tam warunków klimatycznych.